# バフティヤル・アフメドフ
バフティヤル・シャハブッディノヴィチ・アフメドフ（ロシア語: Бахтияр Шахабутдинович Ахмедов、クムク語: Ахмедланы Багьтияр Шагьабутдинны уланы、Bakhtiyar Shakhabutdinovich Akhmedov、1987年8月5日 - ）は、ロシアのレスリング選手。ブイナクスク出身。2008年北京オリンピックレスリングフリースタイル120kg級の金メダリストである。

## 実績
- オリンピック
  - 2008年北京オリンピック　金メダル
- ヨーロッパ選手権
  - 3位　2008年